# تمنى أمنية (فلم 1937)
تمنى أمنية (بالإنجليزية: Make a Wish) فيلم موسيقي كوميدي أمريكي، تم عرضه عام 1937 من بطولة باسل راثبون، بوبي برين، رالف فوربس.

## روابط خارجية
- مقالات تستعمل روابط فنية بلا صلة مع ويكي بيانات